# Barrio Belgrano
Barrio Belgrano är en stadsdel (barrio) i norra Buenos Aires. 140 090 invånare (2001). Belgrano är traditionellt en övre medelklasstadsdel. Belgrano var en egen stad fram till 1887 då den blev en stadsdel i Buenos Aires.
Belgrano är en populär plats för utländska ambassaders residents och kontor, bland annat Rysslands Tysklands, Australiens, Kubas och Thailands ambassader. I stadsdelen finns också CA River Plates magnifika stadion för 80 000 åskådare.

## Stadsbild
Stadsdelen är en av Buenos Aires grönaste med exklusiva bostadsområden från 1800- och 1900-hundratalet och hyser en mängd kulturella institutioner, bland annat konstmuseet Museo de Arte Español Enrique Larreta. Belgrano är uppdelat i tre zoner, Nedre Belgrano, Belgrano Central och Belgrano R. Nedre Belgrano är området närmast Río de la Plata som bland annat innehåller en av Argentinas främsta galoppbanor. Belgrano Central är de livliga centrala delarna med pulsådern Avenida Cabildo med välmående höghusområden och det privata universitetet, Universidad de Belgrano. Central är också hem för Buenos Aires Chinatown. Belgrano R är exklusiva bostadsområden som bevarar enfamiljshus och vackra bostadskomplex från tiden före andra världskriget. Här finns även Estadio Más Monumental.

## Läge
Barrio Belgrano ligger i nordvästra Buenos Aires. Belgrano gränsar i norr till Nuñez och Colghan, i väster till Villa Urquiza och Ortúzar och i söder till Colegiales och Parlermo.

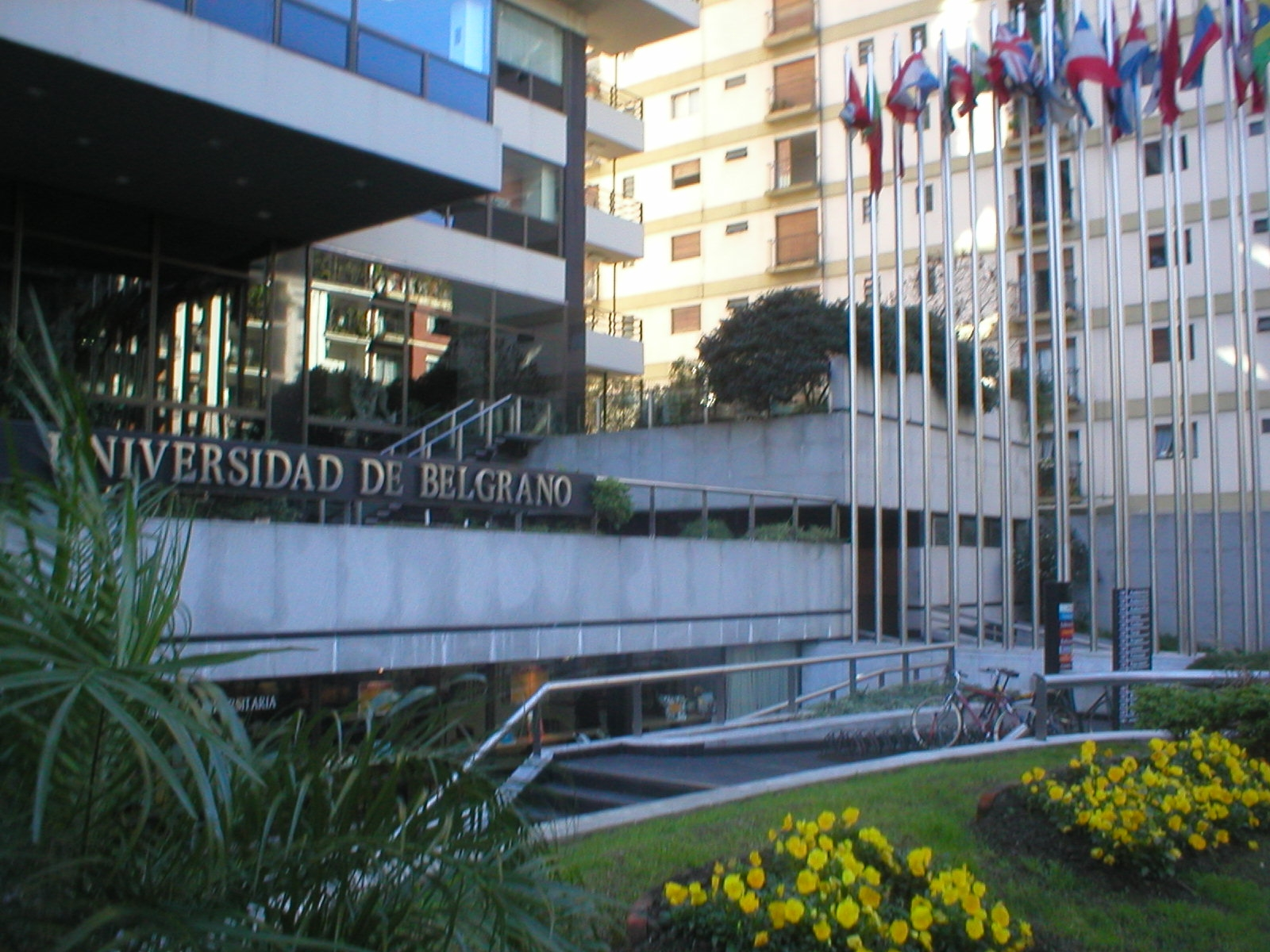
Universidad de Belgrano
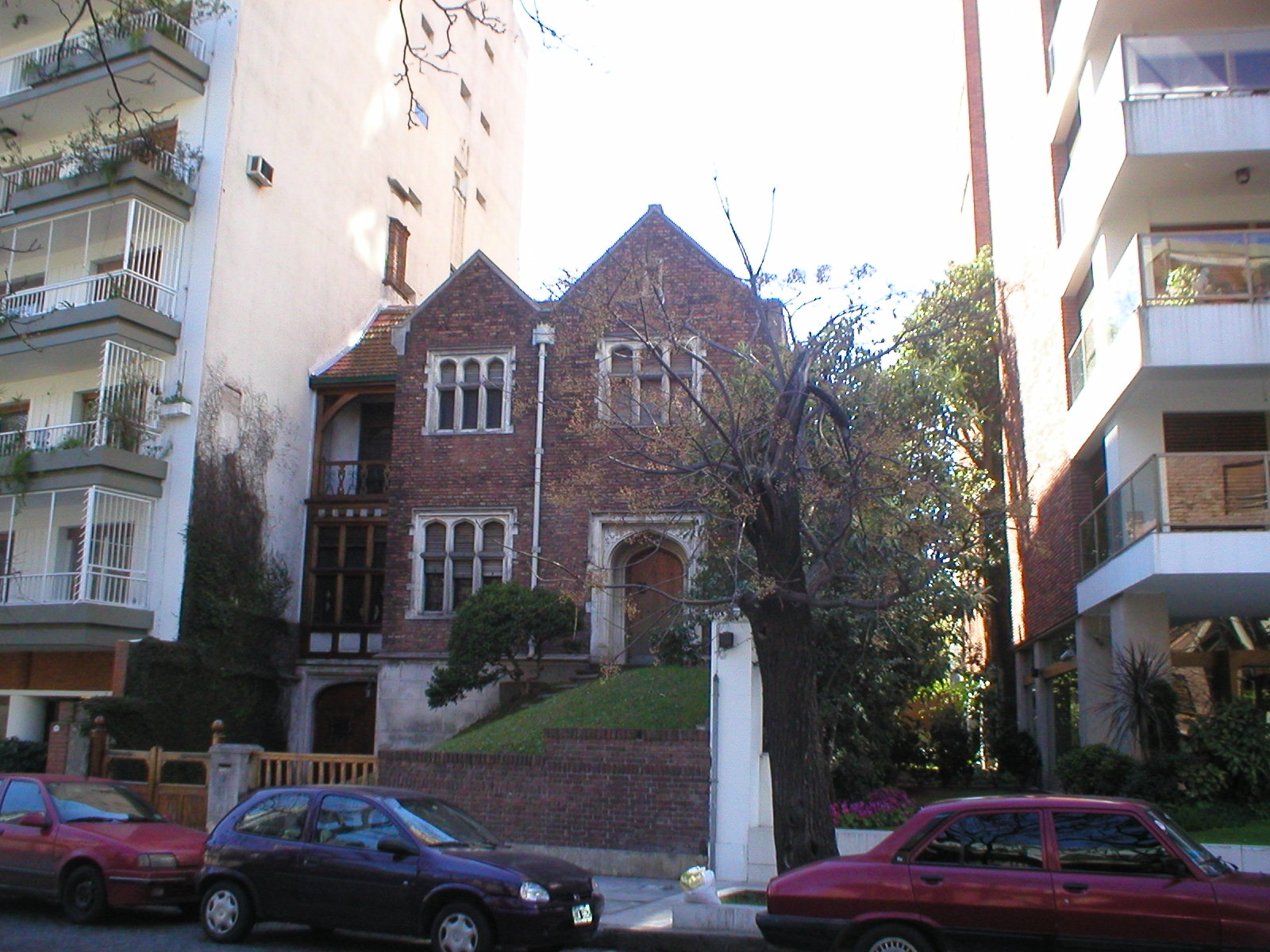
Belgrano Central
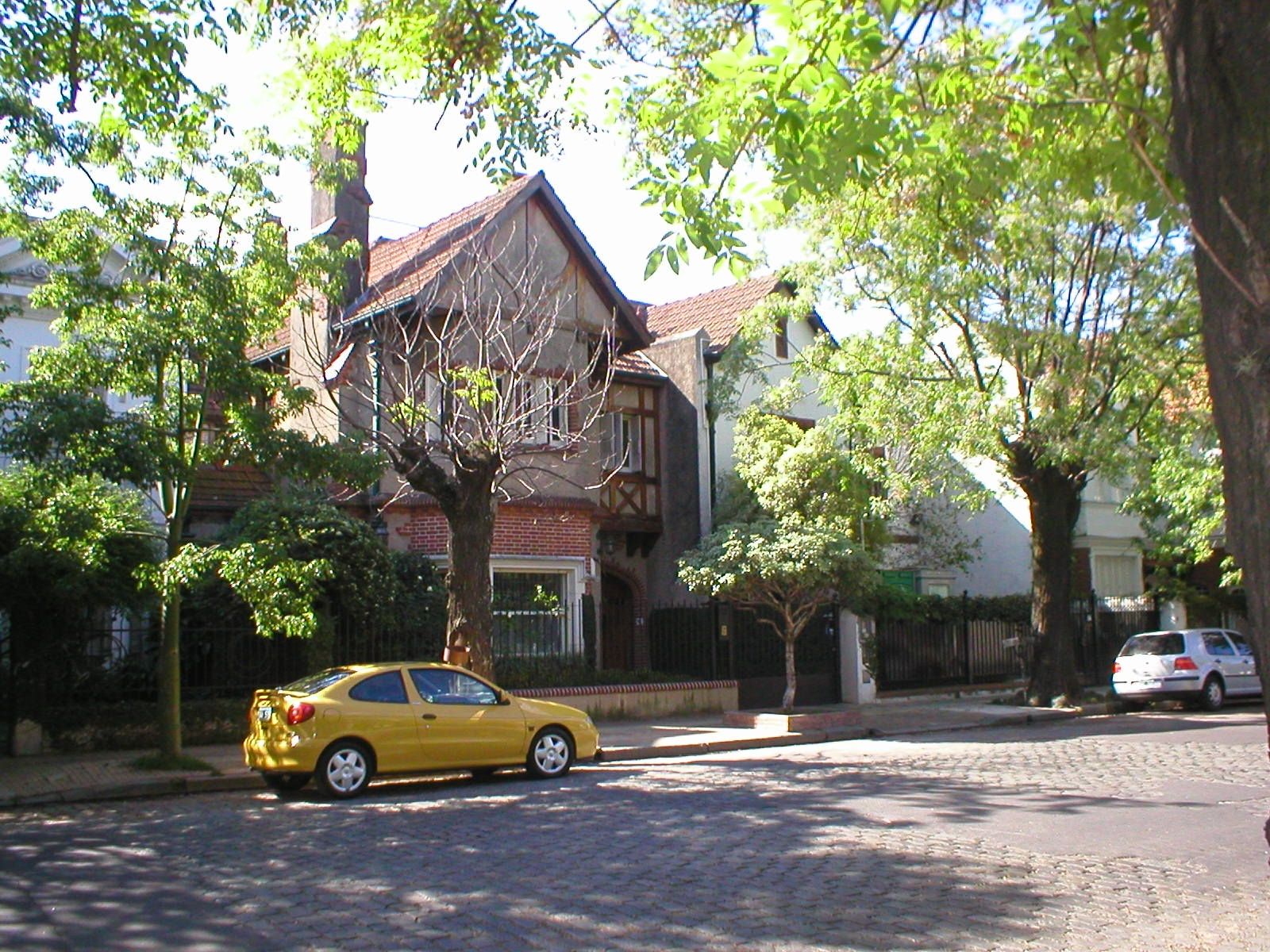
Lummig bostadsgata i Belgrano R